# 白い冬
「白い冬」（しろいふゆ）は、日本の音楽グループ、ふきのとうのデビューシングル。

## 解説
- B面の「夕暮れの街」は、ヤマハ・ポピュラーソング・コンテスト北海道大会で入賞した際の曲である。
- 曲調やコード進行、ギターのカッティング奏法にニール・ヤングの影響がみられる[2]。
- 「吉田拓郎のオールナイトニッポン」で曲がかかったことを切っ掛けに大ヒットしたといわれる[3]。

## 収録曲

### Side A
1. 白い冬（3分35秒）
  - 作詞:工藤忠幸／作曲:山木康世／編曲:瀬尾一三

### Side B
1. 夕暮れの街（3分15秒）
  - 作詞・作曲:山木康世／編曲:瀬尾一三

## カバー
白い冬
- 2005年、石川ひとみ（アルバム『With みんなの一五一会〜フォークソング編』に収録）
- 2011年、坂本冬美（アルバム『Love Songs II 〜ずっとあなたが好きでした〜』に収録）
- 2018年、なかにしりく（アルバム『天衣無縫 〜A Tribute to YAMAKI YASUYO〜』に収録）
- 2024年、松本孝弘（アルバム『THE HIT PARADE II』に「白い冬 (featuring KEISUKE (Z)、YUJIRO (Z))」で収録）

夕暮れの街
- 2018年、磯部和宏（アルバム『天衣無縫 〜A Tribute to YAMAKI YASUYO〜』に収録）